# Boesemania microlepis
Boesemania microlepis is een  straalvinnige vissensoort uit de familie van ombervissen (Sciaenidae). De wetenschappelijke naam van de soort is voor het eerst geldig gepubliceerd in 1858 door Bleeker.
De soort staat op de Rode Lijst van de IUCN als Gevoelig, beoordelingsjaar 2011. De omvang van de populatie is volgens de IUCN dalend.